# Documenta 14

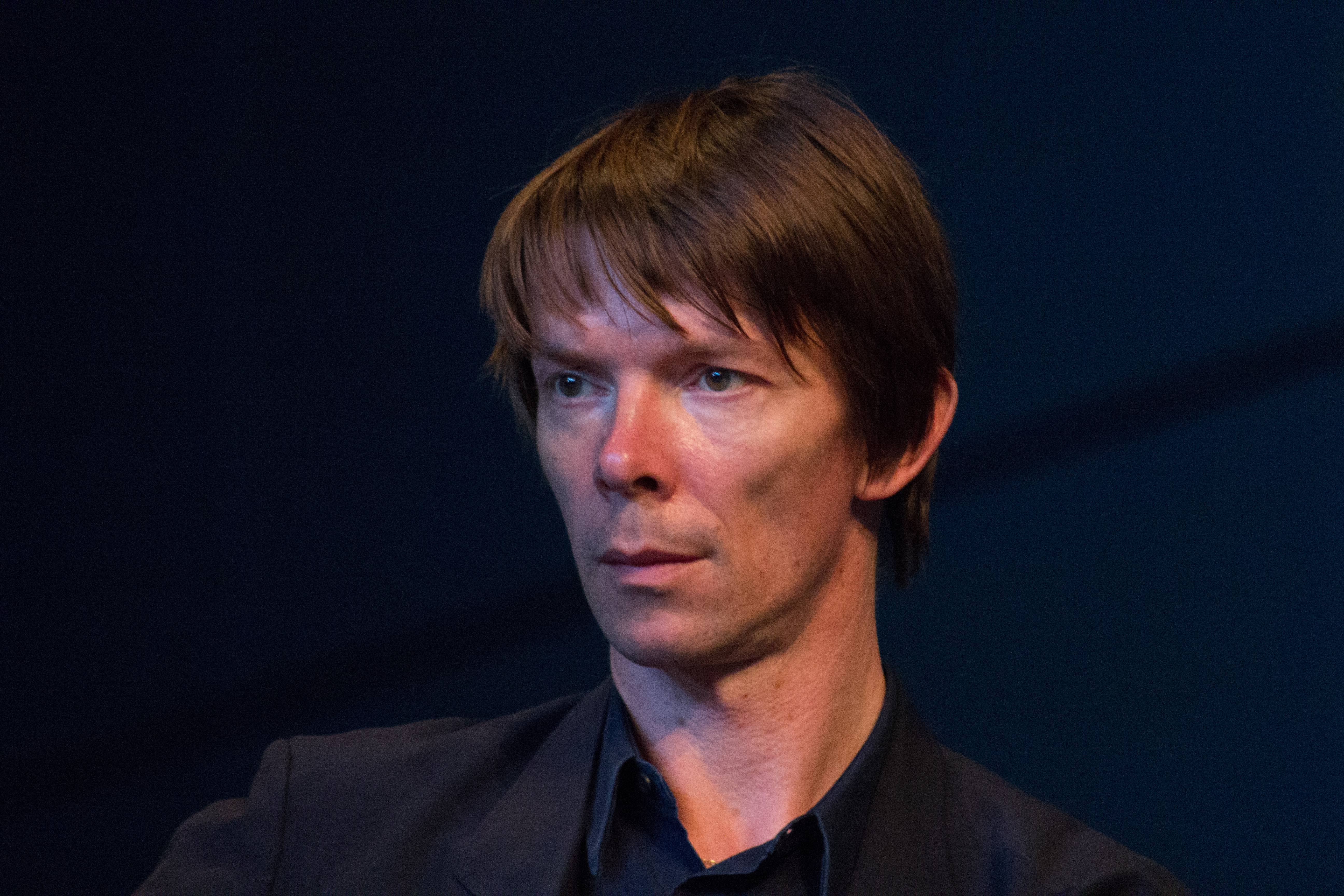
Adam Szymczyk, konstnärlig ledare

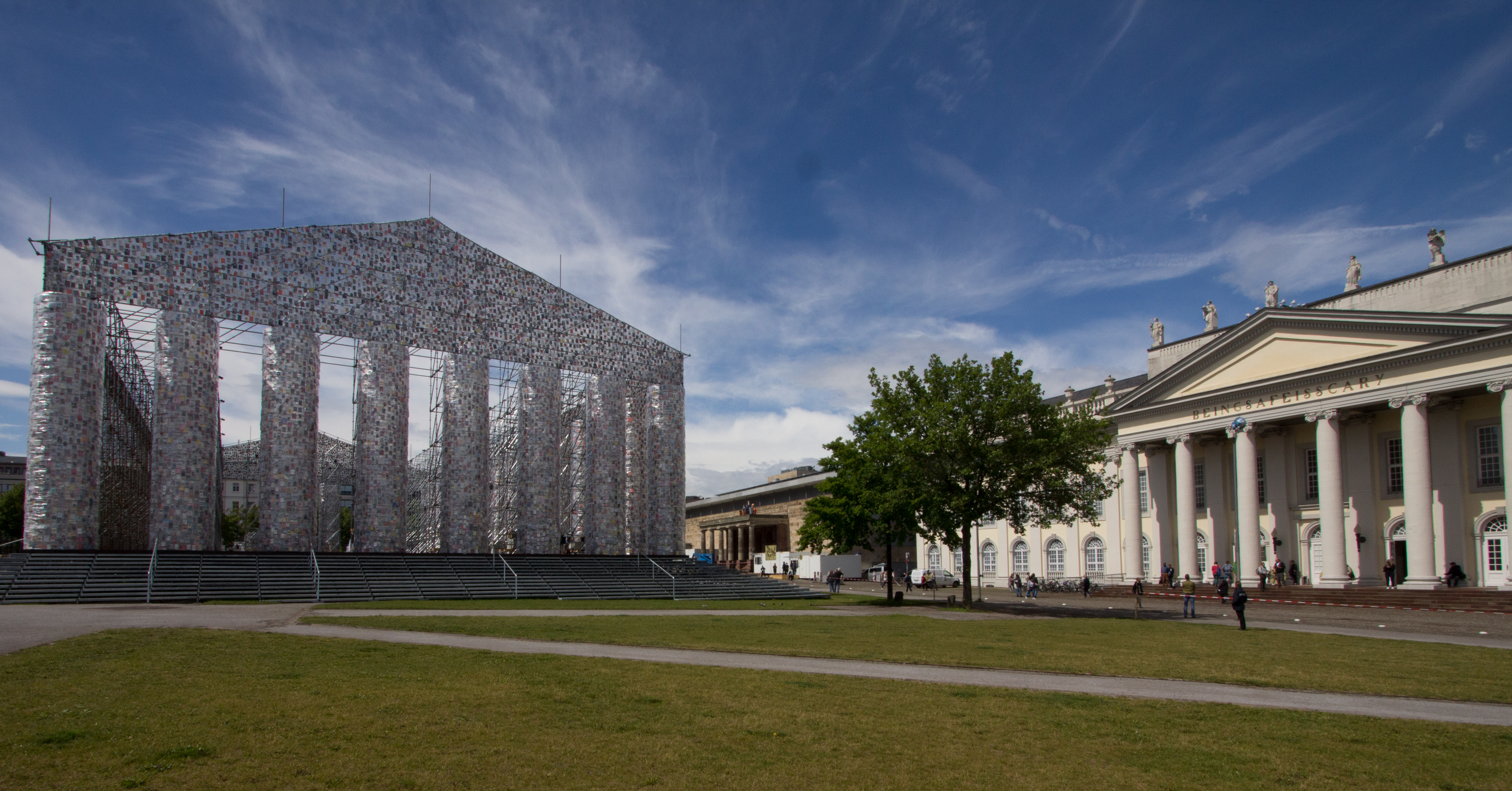
The Parthenon of Books av Marta Minujín

documenta 14 var den fjortonde documenta-utställningen av samtida konst i Kassel, Tyskland. Den hölls 2017, under 100 dagar mellan 10 juni och 17 september, samt i Aten, Grekland, mellan 8 april och 16 juli.
Den konstnärlige ledaren Adam Szymczyk utsågs i april 2013 och presenterade i oktober 2014 utställningens tema, Att lära från Aten, och upplägget att visa documenta 14 parallellt i Aten och i Kassel, med utställningar av konstnärerna på båda ställena.
Adam Szymczyk ledde ett lag på 15 personer, bland andra Pierre Bal-Blanc och Marina Fokidis.

## Utställande konstnärer
Bland utställande konstnärer märktes sju samiska konstnärer: Máret Ánne Sara med installationen ”Pile o'Sápmi”, Hans Ragnar Mathisen, Joar Nango, Iver Jåks, John Savio, Synnøve Persen, samt Britta Marakatt-Labba, som ställde ut sitt 24 meter långa textilkonstverk Historja med motiv från samisk historia.

## Konstnärer i urval
- A Akinbode Akinbiyi, Daniel García Andújar, Rasheed Araeen
- B Rebecca Belmore, Sokol Beqiri, Bili Bidjocka
- C Miriam Cahn, Vija Celmins
- D Anna Daučíková, Manthia Diawara, Agnes Denes
- G Regina José Galindo, Israel Galván, Douglas Gordon, Gauri Gill
- H Hans Haacke, Natascha Sadr Haghighian, Hiwa K, Anna Halprin,
- K Romuald Karmakar
- M Britta Marakatt-Labba, Hans Ragnar Mathisen, Jonas Mekas, Lala Meredith-Vula, Marta Minujín
- N Joar Nango, Otobong Nkanga
- O Emeka Ogboh, Olu Oguibe, Pauline Oliveros
- P Synnøve Persen
- Q R. H. Quaytman
- R Oliver Ressler, Roee Rosen
- S Máret Ánne Sara, Annie Sprinkle, John Savio, Beth Stephens